# Lashly-formatie
De Lashly-formatie is een geologische formatie op Antarctica die uit het Laat-Trias. Deze formatie ligt in Southern Victoria Land. 
De vondsten uit de Lashly-formatie werden in 2004 beschreven en bestaan uit fragmentarische resten van een dicynodont en een klein reptiel. Naast de Lashly-formatie zijn ook in de Fremouw-formatie en de Hanson-formatie fossielen van dieren uit het Mesozoïcum gevonden. 